# Воздушное путешествие
«Воздушное путешествие» — советский кукольный мультипликационный фильм, снятый режиссёрами Романом Качановым и  Александром Боголюбовым по сценарию писателя Николая Носова в Творческом объединении «Экран» в 1972 году.
Седьмой мультфильм из цикла «Приключения Незнайки и его друзей».

## Сюжет
В Цветочном городе идут сборы к путешествию на воздушном шаре.
Незнайка, по своей бестолковости, во время этих сборов поступает странно: вместо того, чтобы взять парашют, он надевает на ноги пружины, чтобы отскакивать от земли в случае падения. Гвоздём прибивает к воздушному шару плакат-объявление и так далее. Незнайку решают не включать в число путешественников, но он прячется в рюкзаке Пончика и таким образом проникает в корзину воздушного шара.
Путешествие начинается по плану, но потом воздух в шаре начинает остывать, и шар снижается. Нужно избавиться от лишнего груза — кто-то должен спрыгнуть с парашютом. Трое самых ответственных путешественников (во главе со Знайкой) совершают прыжок, но шар всё равно продолжает снижаться.
Оставшиеся путешественники грустно сидят на скамейке, и как раз в этот момент по радио, в честь отважных воздухоплавателей, оркестр Цветочного города во главе с музыкантом Гуслей исполняет песню «В траве сидел кузнечик…». А шар продолжает снижаться.

## Съёмочная группа
- Автор сценария — Николай Носов
- Режиссёр — Роман Качанов
- Художник-постановщик — Юрий Трофимов
- Оператор — Иосиф Голомб
- Мультипликаторы: Лев Жданов, Н. Трушина
- Композитор — Владимир Шаинский
- Звукооператор — Феликс Джапаридзе
- Куклы и декорации изготовили:
  - Нина Пантелеева
  - Е. Чуркина
  - Владимир Шафранюк
  - Александра Мулюкина
  - Галина Круглова
  - Борис Караваев
  - Виктор Слетков

под руководством Геннадия Лютинского
- Роли озвучивали:
  - Агарь Власова
  - Мария Виноградова
  - Маргарита Корабельникова
  - Тамара Дмитриева
  - Клара Румянова
  - Зинаида Нарышкина
- Редактор — Валерия Коновалова
- Монтажёр — Светлана Симухина
- Директор — В. Попов